# Holford
Holford – wieś w Anglii, w hrabstwie Somerset, w dystrykcie (unitary authority) Somerset. Leży 55 km na południowy zachód od miasta Bristol i 218 km na zachód od Londynu.